# Strongylosoma constrictum
Strongylosoma constrictum är en mångfotingart som beskrevs av Carl 1912. Strongylosoma constrictum ingår i släktet Strongylosoma och familjen orangeridubbelfotingar. Inga underarter finns listade i Catalogue of Life.